# Me First and the Gimme Gimmes
Me First and the Gimme Gimmes е американска пънк-рок кавър-група, сформирана през 1995 г. Поради любовта си към музиката на 60-те и 70-те години, членовете и решават да свирят само кавъри на групи от този период. Те изпълняват много музиканти класици, като Били Джоел (Billy Joel), Нийл Даймънд (Neil Diamond), Джон Денвър (John Denver).